# Venetekemä
Venetekemä eller Venetekemäjärvi är en sjö i Finland. Den ligger i kommunen Pieksämäki i landskapet Södra Savolax, i den centrala delen av landet, 260 km norr om huvudstaden Helsingfors. Venetekemä ligger 140,2 meter över havet. Arean är 1,51 kvadratkilometer och strandlinjen är 10,73 kilometer lång. Sjön  ingår i Kymmene älvs huvudavrinningsområde.   I omgivningarna runt Venetekemä växer i huvudsak blandskog.
I övrigt finns följande i Venetekemä:
- Joosepinsaari (en ö